# Mycteini
Mycteini es una tribu de coleópteros polífagos de la familia Anthribidae. Contiene los siguientes géneros:

## Géneros
- Altipectus Jordan, 1894
- Mycteis Pascoe, 1860
- Sympaector Kirsch, 1875